# Hubert Ebner
Joseph Hubertus „Hubert“ Ebner (* 26. März 1906 in Etzwihl; † 26. Juni 1990 in Orange Beach, Vereinigte Staaten) war ein deutscher Radsportler.

## Biografie
Hubert Ebner, der seit 1926 in den Vereinigten Staaten lebte, nahm 1931 die US-amerikanische Staatsbürgerschaft an, trat jedoch bei den Olympischen Sommerspielen 1932 in Los Angeles für die Delegation des Deutschen Reichs an. Im Einzelzeitfahren belegte er den 32. Rang und in der Mannschaftswertung den achten Platz.